# Блокове магазинування
Блокове магазинування (рос. блоковое магазинование, англ. block shrinkage, block shrinkage stopping; нім. Magazinblockbau m, Block-Speicher m) — різновид магазинування корисної копалини — накопичення відбитої руди у виробленому просторі очисної виробки на всю висоту блоку (поверху).
Застосовується при розробці покладів міцних, не схильних до злежування і окиснення руд, в стійких вмісних породах.
При Б.м. висота блоку, як правило, 40-50 м, довжина 50-70 м, відстань між випускними отворами в днищі 4-7 м. Розташовують блоки по або вхрест лінії простягання покладу. Відбивання руди проводиться з очисних і підготовчих виробок.